# Lorenzo Ghielmi
Lorenzo Ghielmi (* 1. September 1959 in Mailand, Italien) ist ein italienischer Organist, Cembalist, Dirigent und Musikwissenschaftler.

## Leben

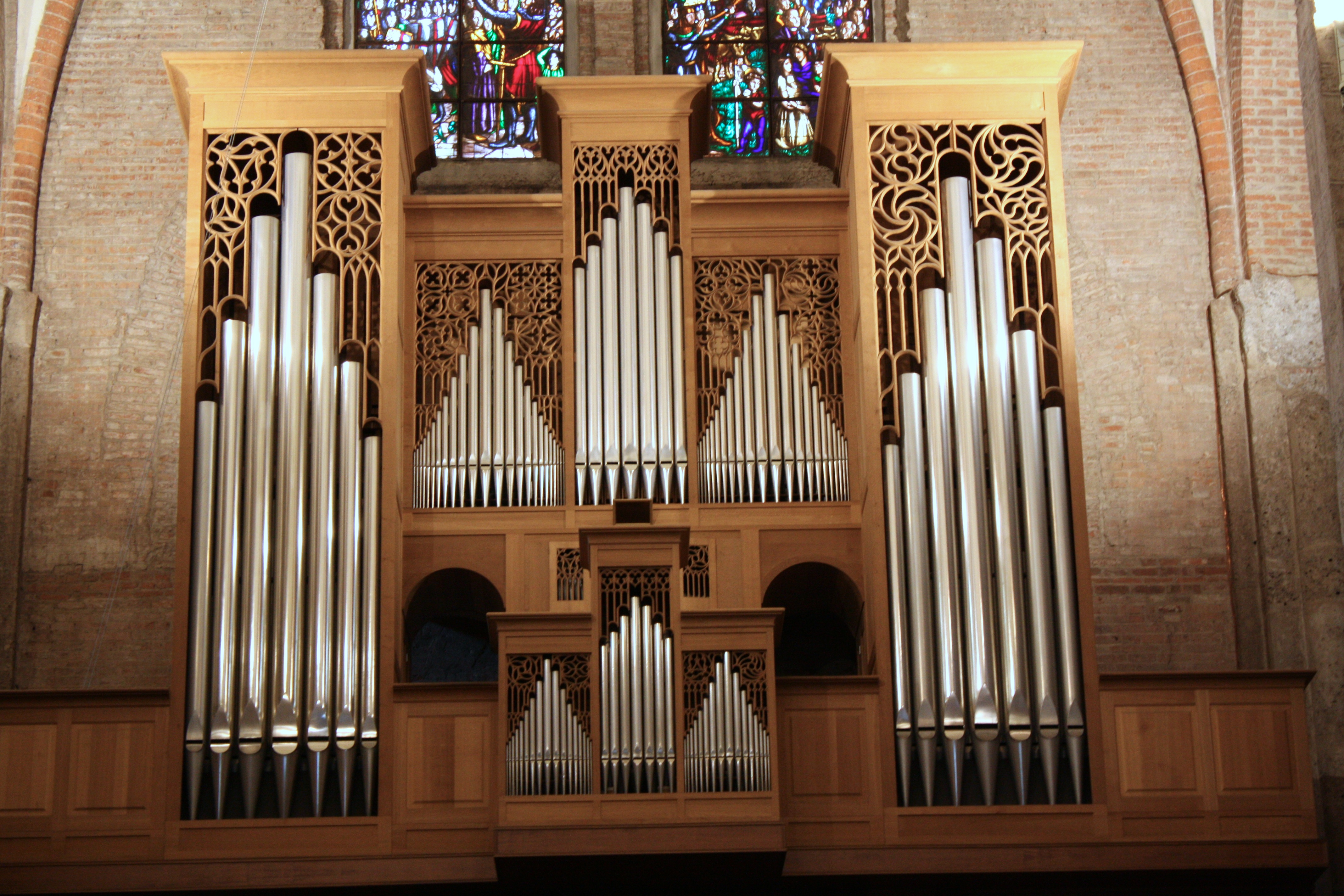
Ahrend-Orgel (1990) in Mailand, an der Ghielmi Titularorganist ist

Ghielmi studierte Orgel-, Cembalo- und Piano-Spiel und vollendete seine Studien an der Schola Cantorum Basiliensis in Basel bei Jean-Claude Zehnder. Gerade als Student bei Luigi Ferdinando Tagliavini widmete er sich der italienischen Orgelmusik.
Ghielmi doziert an der Accademia Internazionale della Musica in Mailand, am Leopold-Mozart-Zentrum in Augsburg und seit 2006 an der Schola Cantorum Basiliensis. Er war jeweils einige Zeit Gastprofessor an der Musikhochschule Trossingen sowie an der Musikhochschule Lübeck und gab Meisterkurse an der Sommerakademie Haarlem in den Niederlanden und am Mozarteum in Salzburg.
An der Basilica di San Simpliciano in Mailand ist Ghielmi Titularorganist an der in den Jahren 1990/1991 neu gebauten Ahrend-Orgel. Beim Bau der Mascioniorgel in der Kathedrale St. Marien von Tokio war er der wichtigste Ratgeber.
Auch als Spieler des Fortepiano tritt Ghielmi in Erscheinung. Bisweilen musiziert er zusammen mit dem Gambisten Vittorio Ghielmi, seinem Bruder. Ghielmi ist Gründer und Leiter des Ensembles La divina armonia (Die göttliche Harmonie). Konzertreisen führten ihn bislang durch Europa, nach Japan und in die USA.
Ghielmi ist seit vielen Jahren Jurymitglied bei den verschiedensten Orgelwettbewerben, so zum Beispiel in Brügge, Chartres, Freiberg, Lausanne, Maastricht, Nürnberg, Toulouse und Tokio.
Je eine Tonaufnahme und ein Buch Ghielmis beschäftigen sich speziell mit dem Orgelwerk von Nicolaus Bruhns. Ferner hat Ghielmi wissenschaftliche Untersuchungen zu verschiedenen Mailändischen Komponisten sowie Noten von Girolamo Frescobaldi herausgegeben. Weitere Veröffentlichungen betreffen den Orgelbau des 16. und 17. Jahrhunderts und die Interpretation des Werks von Johann Sebastian Bach. Besondere Verdienste hat er sich um die Wiederentdeckung und -aufführung der Johannes-Passion von Francesco Feo im Jahre 2009 gemacht.

## Auszeichnungen
- Diapason d’or 02/2003 für CD Bruhns-Orgelwerke
- Diapason d’or 06/2008 für CD Händel-Orgelkonzerte op. 4
- Diapason d’or 06/2009 für CD Bach: Die Kunst der Fuge
- Diapason d’or 06/2009 für CD Haydn-Orgelkonzerte
- Diapason d’or 06/2013 für CD Händel-Orgelkonzerte Vol. II

## Veröffentlichungen

### Bücher
- Nicolaus Bruhns. Note sull'interpretazione della musica organistica, 2005.
  - deutsch: Nicolaus Bruhns. Zur Interpretation der Orgelmusik. Editioni Carrara, Bergamo 2007, ISMN M-2157-4799-3.[3]
- Die Vervollständigung der unvollendet überlieferten Fuga BWV 1080/19 aus Johann Sebastian Bachs „Kunst der Fuge“. Ein Werkstattbericht. In: Pedro Memelsdorff und Thomas Drescher (Hrsg.): Basler Jahrbuch für Historische Musikpraxis, Bd. 34. Werk, Werkstatt, Handwerk – Neue Zugänge zum Material der Alten Musik. Amadeus, Winterthur 2014, ISBN 978-3-905786-13-2. S. 139–148.

### Noten (Herausgeberschaft)
- Paolo Agostini: Preparate corda vestra. Motette für Sopran, Bass, Violine, Laute und Basso continuo. Pian & Forte, 2013, ISBN 978-88-98342-75-4.[4]
- Ottavio Catalani: Ave Virgo gratiosa. Motette für Alt, Tenor, Bass und Basso continuo. Pian & Forte, 2013, ISBN 978-88-98342-49-5.[5]
- Alessandro Costantini: Pulchra es anima mea. Motette für zwei Soprane, Tenor und Basso continuo. Pian & Forte, 2013, ISBN 978-88-98342-78-5.[6]
- Girolamo Frescobaldi: Peccavi super numerum arenae maris. Motette für zwei Soprane, Tenor und Basso continuo. Pian & Forte, 2013, ISBN 978-88-98342-69-3.[7]
- Polibio Fumagalli: Sonate für Orgel e-moll, opus 290. Carrara, Bergamo 1992, ISMN M-2157-3995-6.
- Carlo Ignazio Monza: Pièces modernes pour le clavecin. Herausgeber: Mariangela Donà und Lorenzo Ghielmi. OMI-facsimiles, New York City 1986.
- Angelo Maria Piccinini: Gaudebunt labia mei. Motette für zwei Soprane, Bass und Basso continuo. Pian & Forte, 2013, ISBN 978-88-98342-79-2.[8]
- Paolo Quagliati: Amor Iesu dulcissime. Motette für zwei Soprane, Bass und Basso continuo. Pian & Forte, 2013. ISBN 978-88-98342-65-5.[9]

### CDs

#### Solomusik
- Johann Sebastian Bach: Trio-Sonaten BWV 525–530. An der Ahrend-Orgel zu San Simpliciano Mailand. Passacaille, 2010.
- Johann Sebastian Bach: Konzertbearbeitungen für Orgel. BWV 592–594, 596, 974, 978. An der Ahrend-Orgel zu San Simpliciano Mailand. Ars Musici, 2010.
- Johann Sebastian Bach: Leipziger Choräle. An der Ahrend-Orgel zu San Simpliciano Mailand. Passacaille, 2006.[10]
- Johann Sebastian Bach: Orgelwerke. harmonia mundi, Nr. 05472 772782, 1992.
- Bach and the Romanticist. (Bach und der Romantiker.) Orgelwerke von Johann Sebastian Bach und Johannes Brahms. An der Ahrend-Orgel in San Simpliciano Mailand und an der Eberhard-Friedrich-Walcker-Orgel in der Stadtkirche Winterthur. Winter & Winter, 2005.[11]
- Nicolaus Bruhns. Sämtliche Orgelwerke von Nicolaus Bruhns und Arnold Matthias Brunckhorst, sowie zwei Choralbearbeitungen von Dietrich Buxtehude. An der Ahrend-Orgel zu San Simpliciano Mailand. Winter & Winter 2002.[12]
- Tintinnabulum. Orgelmusik von Arvo Pärt, Buxheimer Orgelbuch, Arnolt Schlick, Hans Kotter, John Redford, Jean de Macque, William Byrd, Glocken. Winter & Winter 2001.[13]
- Girolamo Frescobaldi: Toccate (Libro II, 1627) – Aria detta la Frescobalda. An Antegnati-Orgel (1554) und Toni Chinnery-Cembalo (1989). Nuova Era.
- Girolamo Frescobaldi: Fiori Musicali I – Messa della Domenica. An der Orgel der Chiesa Abbaziale di S. Siato in Piacenza. Mit Canticum / Christoph Erkens. Deutsche Harmonia Mundi, c. 1995.
- Girolamo Frescobaldi: Fiori Musicali II – Messa della Madonna. An Orgel von Gian Giacomo Antegnati, 1554 in der Kirche von San Maurizio in Monastero Maggiore, Mailand. Mit Canticum / Christoph Erkens. Deutsche Harmonia Mundi, c. 1995.[14]
- A Late Mediaval Mass On The Rysum Organ. Lorenzo Ghielmi, Ensemble Biscantores. Passacaille, 2020.

#### Kammermusik
- Angelo Maria Fiorè: Complete Cello Sonatas. & XVII Century Italian Arias. (Marc’Antonio Ziani, Carlo Monza, Paolo Magni, Francesco Ballarotti, Carlo Francesco Pollarolo, Bernardo Sabadini.) Elinor Frey (Cello), Suzie LeBlanc (Sopran), Lorenzo Ghielmi (Cembalo), Estaban La Rotta (Theorbe). Passacaille, 2016.[15]
- Carl Philipp Emanuel Bach: Gamben-Sonaten und -Fantasien. Vittorio Ghielmi (Viola da Gamba), Gianluca Buratto (Bassbariton), Lorenzo Ghielmi (Fortepiano nach Gottfried Silbermann). Winter & Winter, 2008.[16]
- Johann Sebastian Bach: Die Kunst der Fuge. Cembalo, Fortepiano nach Gottfried Silbermann. Mit Marcello Gatti (Flöte) und Il Suonor Parlante / Vittorio Ghielmi. Winter & Winter, 2008.[17][18]
- Johann Sebastian Bach: Sonaten für Viola da Gamba und obligates Cembalo (BWV 1027–1029), Praeludien und Fugen (BWV 871, 874, 893). Vittorio Ghielmi (Viola da Gamba von Michel Colichon, Paris 1688), Lorenzo Ghielmi (Fortepiano von Andrea Restelli 1996, nach Gottfried Silbermann 1749). Ars Musici.
- Robert Schumann: Für meine Clara. Frederica Valli und Lorenzo Ghielmi, Fortepiano, La Gaia Scienza. Winter & Winter, 2005.
- Anno 1630. Werke von Claudio Monteverdi, Giovanni Battista Fontana, Michelangelo Rossi, Giovanni Maria Trabaci, Dario Castello und Girolamo Frescobaldi. Lorenzo Ghielmi (Orgel von Costanzo Antegnati 1587, Cembalo von Tony Chinnery 1989 nach Grimaldi 1697). Mit Enrico Onofri (Violine, Gesang) und Margret Köll (Harfe). Winter & Winter, 2003.

#### Orchesterwerke
- Francesco Feo: Passio secundum Joannem. (Johannes-Passion.) La Divina Armonia, Lorenzo Ghielmi (Continuo und Leitung). Passacaille, 2009. (Welt-Ersteinspielung)[19]
- Georg Friedrich Händel: Orgelkonzerte opus IV. La Divina Armonia, Lorenzo Ghielmi (Orgel und Leitung). Passacaille, 2007.[20]
- Georg Friedrich Händel: Orgelkonzerte, Vol. 2. Paulo Grazzi (Oboe), La Divina Armonia, Lorenzo Ghielmi (Orgel und Leitung). Passacaille, 2012.[21]
- Joseph Haydn: Orgelkonzerte H18 Nr. 23 & 10, Violinkonzert H7a:4, Konzert für Violine und Orgel H18:6. Stefano Barnesch (Violine), La Divina Armonia, Lorenzo Ghielmi (Orgel und Leitung). Passacaille, 2009.[22]